# Bekerglas

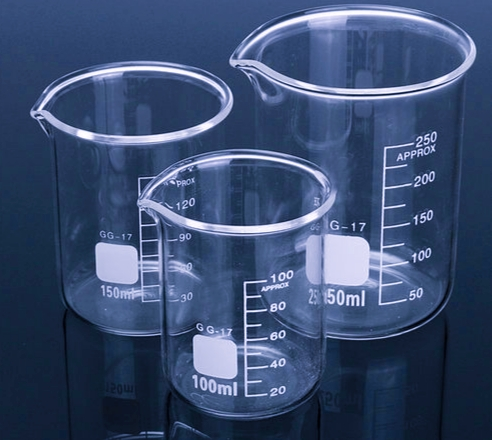
Drie verschillende bekerglazen

Een bekerglas is een stuk laboratoriumglaswerk dat bestaat uit een cilindrische beker met een tuitje om het schenken van vloeistoffen mogelijk te maken. Doordat een bekerglas ongeveer even hoog als breed is, is hij zeer stabiel en makkelijk te hanteren. Bekerglazen worden gemaakt van glas, kunststof of pyrex (boriumsilicaat). 
De belangrijkste toepassing van bekerglazen is als schenkwerktuig voor vloeistoffen. Daarnaast zijn bekerglazen door hun grote opening (in vergelijking met erlenmeyers) ook zeer geschikt voor bijvoorbeeld elektrochemische bepalingen waarbij een elektrode in een oplossing gedompeld moet worden, zoals pH-metingen. 
In veel gevallen hebben bekerglazen een volumeaanduiding die het mogelijk maakt om een schatting te maken van de aanwezige hoeveelheid vloeistof, maar het is belangrijk om altijd te beseffen dat die volumeaanduiding niet meer dan een grove indicatie geeft. Om nauwkeurig een volume te bepalen of af te meten moet geijkt glaswerk zoals een maatkolf, buret of volumepipet gebruikt worden. Bekerglazen zijn daarvoor niet geschikt en ook niet bedoeld..